# Advena paradoxa
Advena paradoxa är en kräftdjursart som först beskrevs av van Beneden 1851.  Advena paradoxa ingår i släktet Advena och familjen Lernaeopodidae. Arten är reproducerande i Sverige. Inga underarter finns listade i Catalogue of Life.